# Аноліс прикрашений
Аноліс прикрашений (Anolis cyanopleurus) — вид ящірок з родини анолісових (Polychrotidae).

## Поширення
Вид є ендеміком острова Куба. Ящірка зустрічається у провінції Гуантанамо і на крайньому сході провінції Ольгін.